# Klaus Urmitzer
Klaus Urmitzer (21 ottobre 1944 – Stade, 30 ottobre 2022) è stato un cestista tedesco.

## Carriera
Con la Germania Ovest ha disputato due edizioni dei Campionati europei (1965, 1971).

## Palmarès
- Campionato tedesco: 1

MTV Gießen: 1964-65